# 法兰西公学院

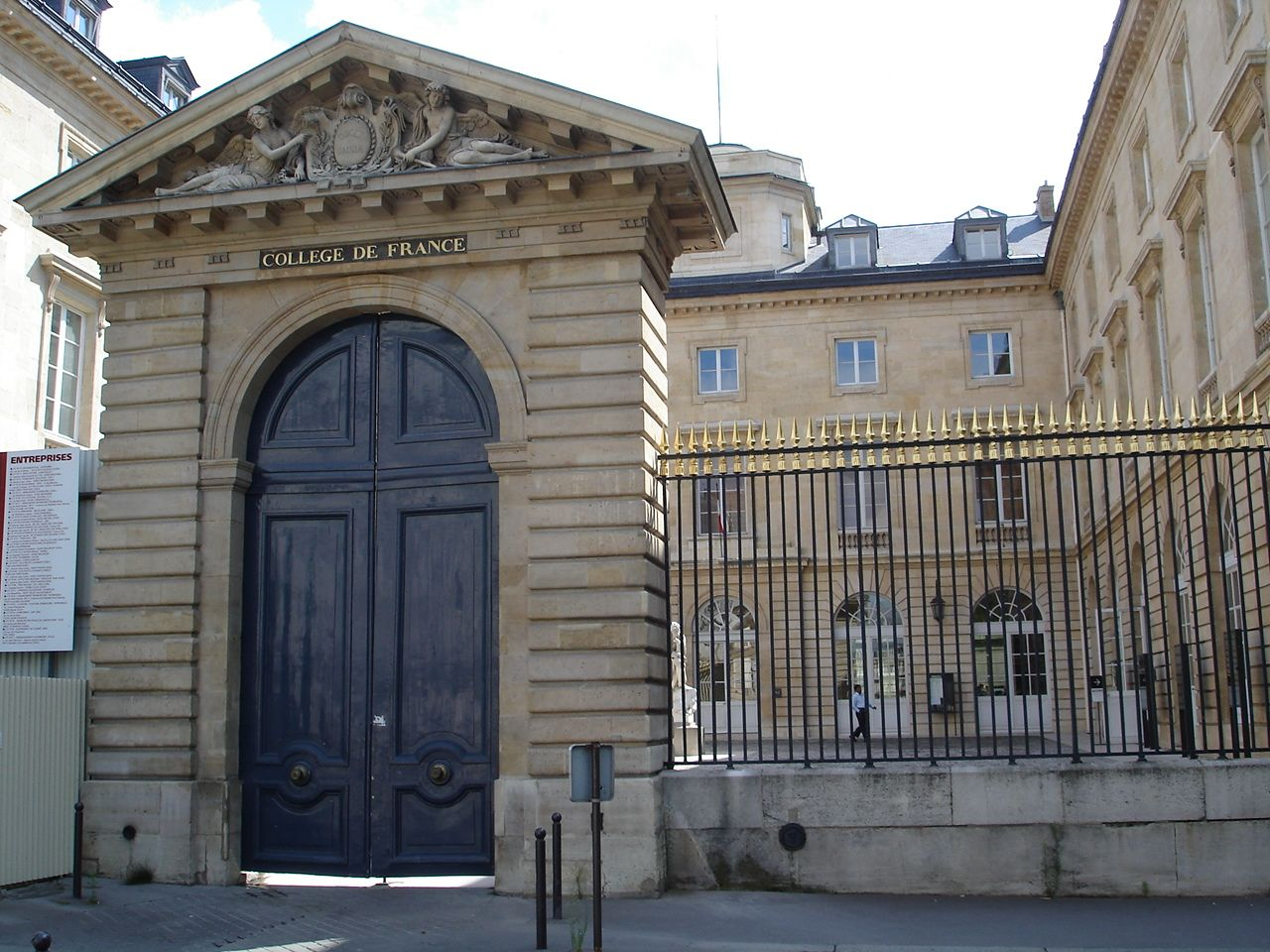
法兰西公学院正门

法兰西公学院（法語：Le Collège de France），又称法兰西公开学术院，是法国历史最悠久的学术机构，由法国国王弗朗索瓦一世設立于1530年，比法兰西学术院（L'Académie Française；建於1635年）早105年，比法蘭西學會（L'Institut de France；建於1795年）早265年。

## 历史
法兰西公学院实行“开门办学”，面向社会大众传授知识。它不仅是法国的特殊教育机构，在外国也没有与它对等的组织，它独立于法国基础研究和高等教育之外，不跟其它任何机构进行职业竞争。
法兰西公学院实际上既不是普通大学，也不是重点大学，它既不按照预订的教学计划向学生照本宣科，也不颁发任何形式的文凭或证书。

## 名称辨析
在上海译文出版社出版的《法汉词典》中，一词有六项定义，其中之一就是，但是被译作“法兰西学院”。
法国著名的《利特雷词典》也将专门列出，并解释说：“这是由弗朗索瓦一世在巴黎成立的机构，在里面向公众传授人类的高级知识，即渊博的文学和科学知识”。
在此意义上，法文的相当于英文的，所以中文译为“学院”符合其原义。根据它面向大众的“开门办学”特色，将译为“法兰西公学院”既名副其实，又清楚明白。
所谓“清楚明白”，就是不会跟“法蘭西學會”（L'Institut de France）或“法兰西学术院”（L'Académie Française）混淆起来。因为在汉语里将三者都译为“法兰西学院”，所以不只是一般人難以分辨，就算是学者、行家也只有见到法文原名才能搞清楚。

## 最新知识
应该把“法兰西公学院”跟“国家科研中心”（Centre national de la recherche scientifique，縮寫）及其它学院（例如“国立健康与医学研究学院” Institut national de la santé et de la recherche médicale，INSERM、「国立农学研究学院」Institut national de la recherche agronomique，INRA...等机构）区别开来。如果它像后者一样从事基础研究，那它还有义务在特殊教育领域传播研究结果。实际上公学院的教授们所传授的是正在形成的知识。

## 开放精神
法兰西公学院的课程面向所有的人，听众也不需要提前注册。教学主要在巴黎进行，此外在外省甚至国外也组织类似讲座。
52位正式教授的教席包括了宽广的学术领域：从数学、物理、化学、生物、医学、哲学、社会学、经济学、史前史、考古学、历史学、语言学直到世界伟大文明的研究。
法兰西公学院给予外国著名学者以特殊礼遇。外国应聘教授是公学院教师的组成部分。欧洲教席和国际教席的应聘教授每年更换。五十余位外国著名学者被邀请来法国一个月，作四次专题讲座。

## 持续运作
法兰西公学院是历史最悠久的学术机构，自它1530年成立以来到现在，有两项主要措施在持续不断地维持与发展着这一学术团体的创造价值：
1. 某教授退休以后，教席的更新按照科学的最新发展来确定，新教席的名称确定了研究的新主题。
2. 教授由同行们在全体大会上选举产生，选择的唯一标准是他们以前的研究成果，而不是他们具有什么样的头衔。

通过这种结构的灵活性和创造性，法兰西公学院能够长期根据科学的发展而调整、适应，并始终发挥着活跃学术团体的领军作用。
法兰西公学院不断地证实着它的一位教授——哲学家莫里斯·梅洛-庞蒂（Maurice Merleau-Ponty）的一句话：“法兰西公学院自成立以来就肩负的任务，不是给予听众已经获得的真理，而是赋予他们一种自由研究的精神。”

## 出版刊物
法兰西公学院出版一种《年鉴》，它登载每位教授的教学纪要，以及他的教席、中心或实验室所从事的研究。此外该《年鉴》还刊登法兰西公学院的简史，包括从十九世纪开始各个教席的接续情况。公学院还出版每位教授开幕演讲的全文。

## 官方网站
- 官方网站 （页面存档备份，存于）